# Cyrtandra aneiteensis
Cyrtandra aneiteensis är en tvåhjärtbladig växtart som beskrevs av Charles Baron Clarke. Cyrtandra aneiteensis ingår i släktet Cyrtandra och familjen Gesneriaceae. Inga underarter finns listade i Catalogue of Life.